# Chambonrigaud
Chambonrigaud (en francès Chamborigaud) és un municipi francès situat al departament del Gard i a la regió d'Occitània.